# إعلان جنيف بشأن مستقبل المنظمة العالمية للملكية الفكرية
إعلان جنيف بشأن مستقبل المنظمة العالمية للملكية الفكرية هو وثيقة وقّعها عام 2004 بعض المنظمات غير الربحية والعلماء والأكاديميين وغيرهم من الأفراد الذين يحثّون المنظمة العالمية للملكية الفكرية (الويبو) على التركيز على احتياجات البلدان النامية فيما يتعلق بتشريعات الملكية الفكرية.
يعتقد المؤلفون والموقعون على الوثيقة أن "العالم يواجه أزمة في إدارة المعرفة والتكنولوجيا والثقافة"، لا سيما بسبب عدم المساواة في الوصول إلى الأدوية الحيوية والتعليم، والممارسات الاقتصادية غير التنافسية، وتركيز الملكية، والتدابير التكنولوجية مثل التكنولوجيا الرقميةـ إدارة الحقوق الرقمية (DRM)، والتعويض العادل للمؤلفين والمبدعين، وحجب أصحاب الملكيات الخاصة الملكيةَ العامة.
ينتقد الإعلان الويبو لتبنيها "ثقافة إنشاء وتوسيع الامتيازات الاحتكارية، غالبًا دون النظر إلى العواقب"، ويدعو المنظمة إلى تحويل تركيزها من الملكية الفكرية كغاية في حد ذاتها، إلى وسيلة لإفادة البشرية. ويدعو بشكل خاص إلى وقف الممارسة الشائعة الآن المتمثلة في مواءمة تشريعات الملكية الفكرية في مختلف الدول النامية مع القوانين الموجودة في الولايات المتحدة وأوروبا.
عام 2009، أدى ذلك إلى وضع أجندة تطوير الويبو الذي تضمن بعض المقترحات لتنمية المنظمة.

## روابط خارجية
- الإعلان
- التوقيع على إعلان جنيف بشأن مستقبل الويبو

قالب:Open access navbox